# Nicolaus Petri Reftelius
Nicolaus Petri Reftelius, född 1654 i Norra Vi församling, Östergötlands län, död 4 maj 1687 i Torpa församling, Östergötlands län, var en svensk präst.

## Biografi
Nicolaus Reftelius föddes 1654 i Norra Vi församling. Han var son till kyrkoherden P. J. Reftelius. Reftelius blev 1673 student vid Kungliga Akademien i Åbo och 1676 student vid Uppsala universitet. Han prästvigdes 18 juni 1686 och blev 1686 kyrkoherde i Torpa församling. Reftelius avled 1687 i Torpa församling.

## Familj
Reftelius gifte sig 17 augusti 1686 med Margareta Hval (1648–1732). Hon var dotter till kyrkoherden Elias Hval och Elisabeth Zachrisdotter Brythzenia i Linderås församling. Margareta Hval hade tidigare gift med kyrkoherden i Israel Zachariæ Torpadius i Torpa församling. Hval och Reftelius fick tillsammans sonen studenten Nicolaus Reftelius (född 1687) vid Uppsala universitet. Efter Reftelius död gifte Hval om sig med kyrkoherden Bartholdus Kuuse i Torpa församling.